# Tatiana Pagano
Tatiana Pagano (1973) è un'ex cestista italiana.

## Carriera
Guardia tiratrice di 175 cm, ha giocato in Serie A1 con Termini Imerese.